# Епархия Лойко
Епархия Лойко (лат. Dioecesis Loikavensis) — епархия Римско-Католической церкви с центром в городе Лойко, Мьянма. Епархия Лойко входит в митрополию Таунджи. Кафедральным собором епархии Лойко является церковь Христа Царя.

## История
14 ноября 1988 года Римский папа Иоанн Павел II издал буллу Catholica Ecclesia, которой учредил епархию Лойко, выделив её из епархии Таунджи.

## Ординарии епархии
- епископ Sotero Phamo (1988 — 26.04.2014)
- епископ Stephen Tjephe (с 15 ноября 2014 года)

## Источник
- Annuario Pontificio, Libreria Editrice Vaticana, Città del Vaticano, 2003, ISBN 88-209-7422-3
- Булла Catholica Ecclesia, AAS 81 (1989), стр. 719  (лат.)